# Heinrich Kranz
Heinrich Kranz ou Henri Kranz (Crantz), Heinricus Crantius, est un facteur d'orgues allemand du XVe – XVIe siècle.
Il est l'un des plus anciens facteurs d'orgues dont le nom nous soit parvenus. En 1499, il construit l'orgue de l'église collégiale Saint-Blaise de Brunswick,.